# MICA (ракета)
MICA, скорочена від її повної назви Missile d'Interception, de Combat et d'Auto-défense (укр. «Ракета для перехоплення, бою та автоматичного самозахисту») — це французька багатоцільова всепогодна ракета малої та середньої дальності виробництва компанії MBDA. Працює по принципу «вистрілив — забув» і призначена для використання як повітряними платформами як ракети «повітря — повітря» так і наземними підрозділами та кораблями, які можуть бути оснащені швидкострільною системою вертикального запуску MICA. Ракета обладнана системою керування вектором тяги. Розроблялася починаючи з 1982 року компанією Matra. Перші випробування відбулися в 1991 році, а ракета була введена в експлуатацію в 1996 році для оснащення винищувачів Rafale і Mirage 2000.
11 червня 2007 року ракета MICA, запущена з Rafale, успішно продемонструвала свою здатність переміщатися в задню напівсферу, знищивши ціль позаду літака-носія. Мішень була визначена іншим літаком, а координати передані через Link 16.

## Опис

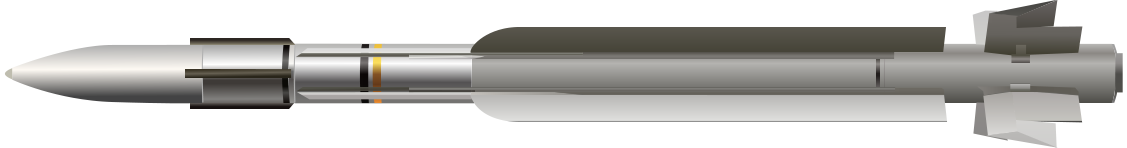
Схема ракети MICA-EM

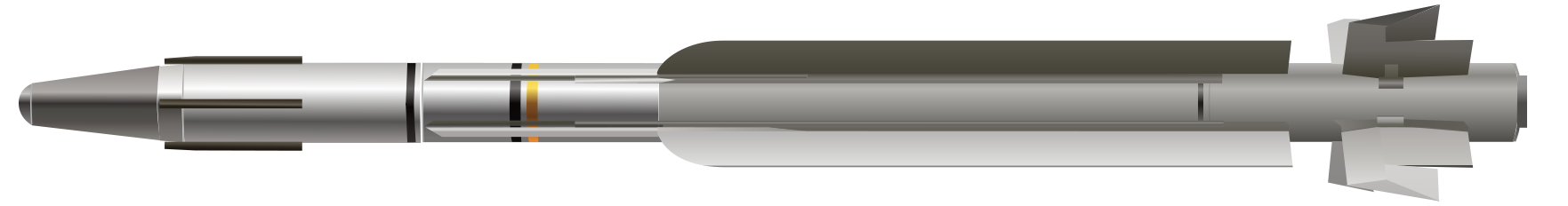
Схема ракети MICA-IR

Існує дві основні версії ракети MICA:
- MICA RF оснащена активною радіолокаційною головкою самонаведення.
- MICA IR має тепловізійну інфрачервону головку самонаведення.

Обидва варіанти мають засоби фільтрації засобів протидії, таких як дипольні відбивачі та теплові пастки. Блок керування вектором тяги, встановлений на ракетному двигуні, підвищує маневреність ракети. Ракета здатна знаходити ціль після запуску, тобто здатна вражати цілі за межами дальності захоплення ГСН.
MICA також може використовуватися як ракета комплексу «земля — повітря» малої дальності. Він доступний у наземній версії, VL MICA, яка запускається з контейнерної пускової установки, встановленої на вантажівці; і у морській версії, VL MICA-M, яка запускається з корабельної системи вертикального пуску. Хоча заявлена дальність VL MICA становить 20 км, її аеродинамічні характеристики значно знижуються на цій відстані. На дистанції від 0 до 7 км ракета може витримувати перевантаження 50g, проте на відстані 12 км цей показник зменшується до 30g через втрату енергії.
У складі озброєння винищувача Rafale, версія MICA IR може передавати інфрачервоні зображення до центральної системи обробки даних літака, виконуючи функцію додаткового сенсора.

## Варіанти
- MICA RF[9] або MICA EM (électromagnétique – електромагнітна)[4]
- MICA IR (infrarouge – інфрачервона)[4]
- VL MICA RF/EM – наземна версія з радіолокаційною головкою самонаведення
- VL MICA IR – наземна версія з інфрачервоною головкою самонаведення
- VL MICA-M RF/EM – корабельна версія з радіолокаційною головкою самонаведення
- VL MICA-M IR – корабельна версія з інфрачервоною головкою самонаведення
- A3SM – версія, що запускається з підводних човнів. Встановлена на атомних ударних підводних човнах типу Barracuda ВМС Франції.
- MICA NG – друге покоління MICA, призначене для боротьби з малопомітними цілями. Інфрачервона головка самонаведення використовуватиме матричний сенсор для підвищеної чутливості, а радіолокаційна головка – технологію АФАР (активна фазована антенна решітка)[10].

## Оператори

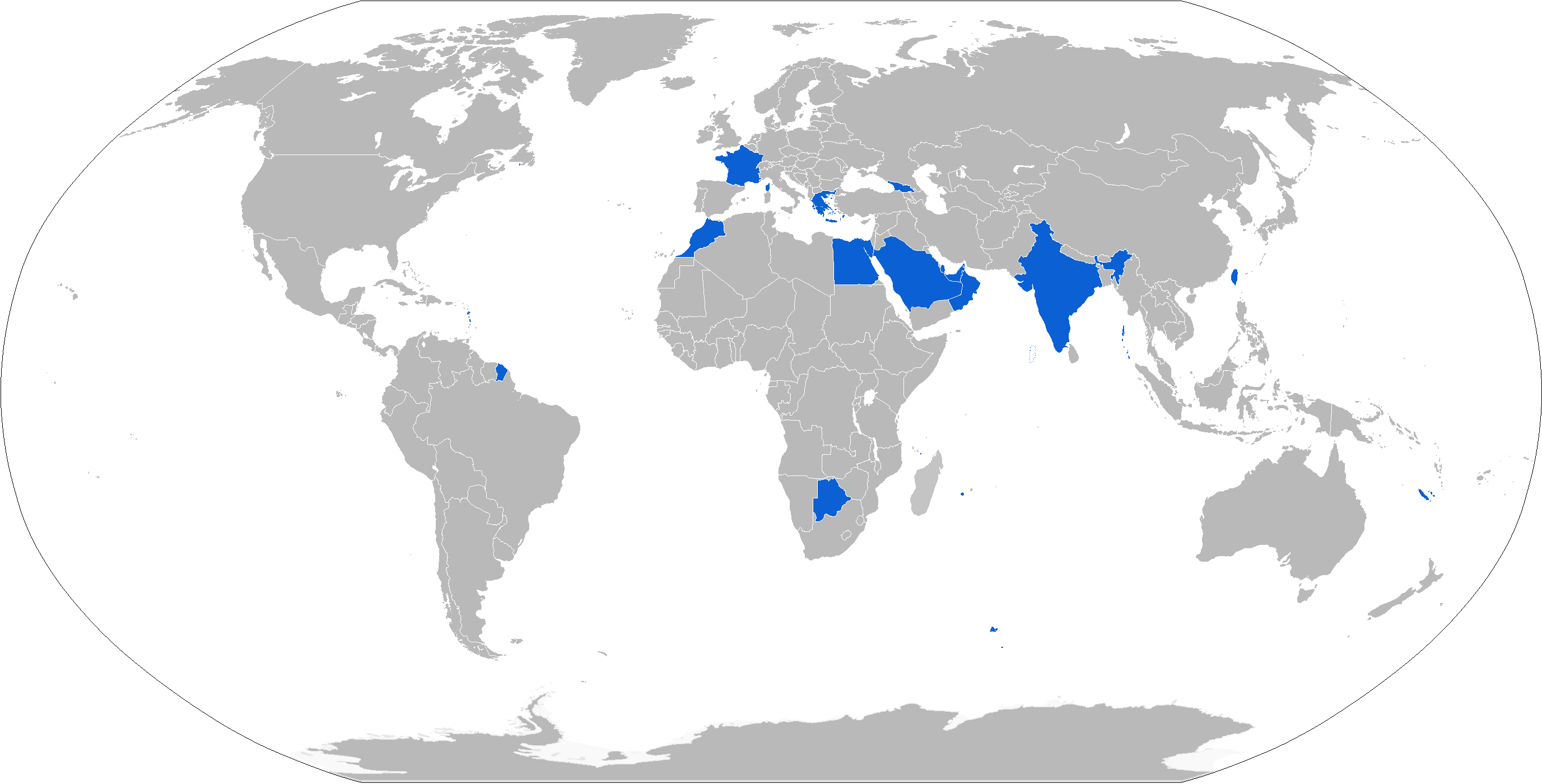
Країни-оператори ракет MICA

### Поточні
Повітря — повітря
- Греція
  - ПС Греції: застосовуються винищувачами Mirage 2000 та Rafale, придбано 200 ракет[11] MICA EM/IR[12][13]
- Єгипет
  - ПС Єгипту: застосовуються винищувачами Rafale, придбано 150 ракет MICA EM/IR[14].
- Індія
  - ПС Індії: 200 ракет MICA-IR та 1000 ракет MICA-RF інтегровані на модернізовані Mirage 2000 і Rafale[15] . Повітряні сили Індії успішно випробували ракету MICA, запустивши її з літака Су-30МКІ[16].
- Катар
  - ПС Катару: 100 ракет MICA-EM було замовлено у 1994 році, 150 ракет MICA-IR та 150 ракет MICA-EM було замовлено у 2015 році[17][11].
- Марокко
  - ПС Марокко: 150 ракет було замовлено в 2005 році[18][11].
- ОАЕ
  - ПС ОАЕ: 500 ракет було замовлено у 1998 році для винищувачів Mirage 2000[19].
- Республіка Китай
  - ПС Китайської Республіки: 960 ракет було спочатку закуплено для оснащення винищувачів Mirage 2000-5 Повітряних сил Республіки Китай (Тайвань). У 2016 році Національний інститут науки і технологій Чун-Шан отримав завдання щодо модернізації цієї ракети[20].
- Франція
  - ПКС Франції: застосовуються  винищувачами Mirage 2000-5, Mirage 2000D RMV та Rafale[21][22][23].
  - ВМС Франції: застосовуються  винищувачами Rafale M[23].
- Хорватія
  - ПС Хорватії: придбані разом з винищувачами Rafale.

Земля — повітря
- Ботсвана
  - СВ Ботсвани: 1 батарея VL MICA на пусковій установці, придбана у 2016 році. Було закуплено 50 ракет для цієї системи[24].
- Грузія
  - ПС Грузії: VL MICA[25] разом із радарами Ground Master 200 і 400 від Thales Raytheon Systems[26].
- Марокко
  - СВ Марокко: 4 батареї наземного базування VL MICA[27], замовлено 200 ракет для цих систем у 2020 році[11].
- Оман
  - СВ Оману: система наземного базування VL MICA (перший клієнт, 1 батарея замовлена у 2009 році, поставлена у 2012 році, 50 ракет)[28][29].
- Саудівська Аравія
  - СВ Саудівської Аравії: Національна гвардія Саудівської Аравії, підрозділ ППО: VL MICA, замовлено 5 батарей у 2013 році з 250 ракетами[11].
- Таїланд
  - СВ Таїланду: 1 батарея VL MICA, замовлено 50 ракет у 2016 році[11].

Морського базування
- Єгипет
  - VL MICA-M встановлено на 4 корветах типу Gowind (16 вертикальних пускових установок), закуплено 75 ракет за цим контрактом[11].
  - VL MICA-M встановлено на 4 фрегатах MEKO-A200-EN, кожен з 32 вертикальними пусковими установками для MBDA MICA-NG, закуплено 200 ракет за цим контрактом. Додатково придбано 75 ракет[11].
- Індонезія
  - 2 системи VL MICA-M встановлені на фрегатах типу Martadinata[30]. 40 ракет MICA закуплено у 2018 році[11].
- Катар
  - 2 патрульних кораблі типу Musherib, кожен з 8 вертикальними пусковими установками MICA, замовлено 30 ракет у 2016 році[11].
- Марокко
  - VL MICA-M встановлено на кораблях типу Sigma.
- ОАЕ
  - VL MICA-M встановлено на патрульних кораблях типу Falaj 2, замовлено 20 ракет для 2 корветів[11].
- Оман
  - VL MICA-M використовується на корветах типу Khareef (замовлені у 2008 році, поставлені у 2013—2014 роках, 60 ракет)[29].
- Саудівська Аравія
  - VL MICA-M, замовлено для 5 фрегатів проекту Avante-2200 у 2018 році, разом із 120 ракетами[11].
- Сінгапур
  - 8 прибережних бойових кораблів типу Independence оснащені VL MICA-M, 150 ракет замовлено у 2013 році[31].

### Майбутні
- Україна
  - ВМС України: Зенітний ракетний комплекс VL MICA буде встановлений на корветі типу Ada «Гетьман Іван Мазепа».

23 жовтня 2024 року міністр Збройних сил Франції Себастьян Лекорню оголосив, що Франція передасть Україні перший із трьох винищувачів Mirage 2000 до березня 2025 року. Ці літаки будуть оснащені ракетами SCALP-EG та MICA, матимуть оновлені системи радіоелектронної боротьби, а українські пілоти проходитимуть навчання з їх використання.

### Потенційні
- Вірменія
  - ПС Вірменії: Міністр оборони Франції Себастьян Лекорню згадав про можливий продаж під час свого візиту до Вірменії у лютому 2024 року[33].